# ویلیام ارنست هنلی
ویلیام ارنست هِنْلی (انگلیسی: William Ernest Henley؛ ۲۳ اوت ۱۸۴۹ – ۱۱ ژوئیهٔ ۱۹۰۳) شاعر، نقاد و ویراستار اهل پادشاهی متحد بریتانیای کبیر و ایرلند بود. از آثار مهمش شعر «شکست‌ناپذیر» را می‌توان نام برد.